# Ennordres
Ennordres és un municipi francès, situat al departament de Cher i a la regió de Centre – Vall del Loira. L'any 2007 tenia 223 habitants.

## Demografia

### Població
El 2007 la població de fet d'Ennordres era de 223 persones. Hi havia 96 famílies, de les quals 32 eren unipersonals (20 homes vivint sols i 12 dones vivint soles), 32 parelles sense fills i 32 parelles amb fills.
La població ha evolucionat segons el següent gràfic:
Habitants censats

### Habitatges
El 2007 hi havia 167 habitatges, 98 eren l'habitatge principal de la família, 35 eren segones residències i 33 estaven desocupats. 163 eren cases i 4 eren apartaments. Dels 98 habitatges principals, 60 estaven ocupats pels seus propietaris, 32 estaven llogats i ocupats pels llogaters i 6 estaven cedits a títol gratuït; 4 tenien una cambra, 8 en tenien dues, 16 en tenien tres, 29 en tenien quatre i 41 en tenien cinc o més. 84 habitatges disposaven pel capbaix d'una plaça de pàrquing. A 39 habitatges hi havia un automòbil i a 55 n'hi havia dos o més.

### Piràmide de població
La piràmide de població per edats i sexe el 2009 era:
| Homes | Edats   | Dones |
| ----- | ------- | ----- |
| 0     | 95 o +  | 0     |
| 0     | 90 a 94 | 0     |
| 4     | 85 a 89 | 0     |
| 0     | 80 a 84 | 0     |
| 12    | 75 a 79 | 4     |
| 12    | 70 a 74 | 12    |
| 12    | 65 a 69 | 4     |
| 12    | 60 a 64 | 8     |
| 12    | 55 a 59 | 12    |
| 0     | 50 a 54 | 0     |
| 4     | 45 a 49 | 0     |
| 12    | 40 a 44 | 4     |
| 16    | 35 a 39 | 8     |
| 12    | 30 a 34 | 8     |
| 12    | 25 a 29 | 20    |
| 0     | 20 a 24 | 0     |
| 0     | 15 a 19 | 20    |
| 0     | 10 a 14 | 0     |
| 4     | 5 a 9   | 12    |
| 4     | 0 a 4   | 4     |

## Economia
El 2007 la població en edat de treballar era de 141 persones, 108 eren actives i 33 eren inactives. De les 108 persones actives 106 estaven ocupades (60 homes i 46 dones) i 2 estaven aturades (1 home i 1 dona). De les 33 persones inactives 10 estaven jubilades, 12 estaven estudiant i 11 estaven classificades com a «altres inactius».

### Ingressos
El 2009 a Ennordres hi havia 94 unitats fiscals que integraven 215 persones, la mediana anual d'ingressos fiscals per persona era de 18.353 €.

### Activitats econòmiques
Dels 10 establiments que hi havia el 2007, 1 era d'una empresa extractiva, 1 d'una empresa de fabricació d'altres productes industrials, 1 d'una empresa de construcció, 2 d'empreses de comerç i reparació d'automòbils, 4 d'empreses d'hostatgeria i restauració i 1 d'una empresa immobiliària.
Dels 4 establiments de servei als particulars que hi havia el 2009, 1 era una fusteria, 2 restaurants i 1 agència immobiliària.
L'únic establiment comercial que hi havia el 2009 era una botiga de menys de 120 m².
L'any 2000 a Ennordres hi havia 12 explotacions agrícoles.

## Poblacions més properes
El següent diagrama mostra les poblacions més properes.